# Río Huequi
El río Huequi es un curso natural de agua de la Región de Los Lagos.

## Trayecto
Nace en una laguna al sur del volcán Huequi y fluye con dirección general NO en un valle encajonado de selvas boscosas para luego salir a un valle más amplio, a veces con diferentes brazos. Desemboca cerca de la localidad de Huequi (Chile).
Luis Risopatrón advierte que se le nombra también Hueque, Hueguetamao, Hueguetumao o a veces Huehuetumao.
No confundir con el río Huaqui que desemboca en el río Biobío.

## Historia
Risopatrón escribió en 1924 en su obra Diccionario Jeográfico de Chile sobre el río que llama Hueoui:: 410 
Hueoui (Rio) 42° 17' 72° 40'. Proviene de una laguna situada en la falda N del volcan del mismo nombre, que fué embancada por las materias arrojadas por este volcan en agosto i noviembre de 1893, corre hácia el NW, puede ser navegado por pequeñas embarcaciones en la pleamar en los últimos cuatro kilómetros de su curso i se vácia en el estero de la misma denominación, de la parte SE del golfo de Ancud; quedó casi seco por espacio de dos dias en mayo de 1892, con ocasión de varios temblores sucedidos durante 9 dias consecutivos i enseguida trajo consigo innumerable cantidad de árboles i piedra pómez i se desbordó. 1, XXV, p. 234 i 394; i XXIX, carta 137; i 112, p. 14 i 15; Hueque en 1, XXI, p. 73; Hueguetamao en 1, XIII, carta de Moraleda (1795); Húeguetumao en 134; i Huehuetumao en 156.

## Población, economía y ecología
El río Huequi es navegable por embarcaciones pequeñas durante la pleamar, hasta 4 km al interior.